# Муколитик
Муколитиците са лекарствени препарати със свободна или субституирана сулфхидрилна група. Тя разкъсва дисулфидните мостове в молекулата на мукопротеините, което води до деполимеризиране на гликопротеините и освобождава двете вериги на ДНК една от друга. За намаляване вискозитета на бронхиалния секрет допринася и увеличаването на водното му съдържание чрез оводняване на пациента.

## Образуване на бронхиален мукус
Бронхиалната секреция, продуцирана в бронхиалната лигавица, образува протективен слой върху дихателния епител. Бронхиалният секрет има известна противомикробна активност във връзка със съдържанието на IgA и лизозим. В този секрет, респ. в храчките, се съдържат биополимери като мукопротеини, мукополизахариди и ДНК. Последната попада в храчките при разпадане на клетъчните ядра на клетките на бронхиалната лигавица. Вискозитетът на храчките е свързан със съдържанието на кисели мукополизахариди, които се увеличават при инфекции на дихателните пътища. Затова заедно с противомикробните се прилагат и муколитични средства.

## Примери за муколитици и механизъм на действие
- Acetylcystein – ацетилцистеинът е производно на цистеина със свободна сулфхидрилна група (SH-), която отваря дисулфидните мостове на брохиалния мукус и понижава неговия вискозитет. Значително изразена муколиза се установява при рН 7 и 9.
- Ambroxol – амброксолът е фармакологично активен метаболит на бромхексина. Той повишава актиността на серомукозните бронхиални жлези, пневмоцитите и цилиарния епител. Нормализира физикохимичните свойства на бронхиалния секрет. Стимулира образуването и секрецията на белодробния сърфактант и подобрява активността на ресничестия епител в брохите.
- Mesna – представлява мощен муколитик, съдържащ свободна тиолова група в молекулата си, който разгражда макромолекулите, отговорни за вискозитета на мукозните секрети, деполимеризира гликопротеините на бронхиалния мукус и намалява вискозитета му, улеснява елиминирането на мукуса, запушил дихателните пътища.
- Erdosteine – молекулата на ердостеина се характеризира с присъствието на два серни атома: единият в алифатната странична верига и вторият – включен в хетероцикличния пръстен (тиололактон). С тези две блокирани тиолни групи ердостеинът е неактивен prodrug. След резорбционното отваряне на тиололактоновия пръстен и разцепването на алифатната странична верига се образуват две SH групи. Те разцепват дисулфидните връзки в глюкопротеините на мукуса и така намаляват вискозитета му и подобряват реологичните свойства на бронхиалните секрети.